# Липково (община)
Ли́пково (макед. Општина Липково, алб. Komuna e Likovës) — община в Северной Македонии. Расположена в северной части страны у границы с Сербией. Население составляет 27 058 человек (2002 год).
Административный центр — село Липково.
Площадь территории общины 267,82 км².
Граничит с общинами Северной Македонии:
- на западе — с общиной Чучер-Сандево;
- на юго-западе — с общиной Скопье;
- на юге — с общиной Арачиново;
- на востоке — с общиной Куманово;

На севере граничит с Сербией: с общиной Трговиште Пчиньского управленческого округа на северо-востоке и с общиной Гнилане Косовскопоморавского управленческого округа автономного края Косово и Метохия на северо-западе.
В состав общины входят 22 села: Алашевце, Белановце, Ваксинце, Виштица, Глажня, Гошинце, Думановце, Злокукяне, Извор, Липково, Лояне, Матейче, Никуштак, Опае, Оризари, Отля, Ранковце, Ропалце, Руница, Слупчане, Стража и Стрима.
Этническая структура населения в общине по переписи 2002 года:
- албанцы — 26 360 чел.;
- сербы — 370 чел.;
- македонцы — 169 чел.;
- боснийцы — 6 чел.;
- арумыны — 1 чел.;
- остальные — 152 чел.